# Hip-hop chilien
Le hip-hop chilien, ou rap chilien, fait référence à la culture hip-hop du Chili. Ce genre musical s'implante dans le pays sous l'influence américaine du cinéma, de la radio et de la télévision, ainsi que de certains émigrants rentrés d'exil à l'étranger à la fin de la dictature militaire (de son imposition en 1973 à sa dissolution en 1990). Son plus grand succès se situe entre 1997 et le début des années 2000, et ses derniers représentants se sont inspirés de cette période.
Des groupes tels que Tiro de Gracia, La Pozze Latina, Makiza, Panteras Negras, Los Brujoz, Rezonancia, De Kiruza, Los Marginales, Las Corrosivas, La Frecuencia Rebelde, Calambre, JotaPe Mc, et Trovadores Tales, sont quelques-uns des pionniers de ce genre musical au Chili.

## Histoire
Comme dans la plupart des pays d'Amérique latine, le premier aspect de la culture hip-hop à devenir populaire au Chili est la breakdance. C'est ainsi que le B-boying est promu commercialement entre 1983 et 1984 grâce à des films tels que Flashdance, Breakin et Beat Street. Précisément, deux danseurs apparus dans Beat Street dans une scène du spectacle de Noël sont invités plus tard par Don Francisco lui-même dans son spectacle Sábados gigantes. Bien que ces B-boys soient connus dans le milieu du hip-hop sous le nom de Popmaster Fabel et Mr. Wiggles, membres de Magnificent Force, l'animateur leur donne leurs noms de famille officiels, Pabón et Clemente respectivement. Le public familial chilien est surpris de voir deux hommes habillés de pantalons larges, de casquettes et de baskets montantes, et de voir comment ils se déplaçaient de manière robotique, se transmettant un courant ou une vague imaginaire, ce qui provoque la contagion rapide de cette danse excentrique au Chili. C'est ainsi qu'un engouement pour la breakdance s'installe au Chili et que les premiers crews (groupes) pratiquants apparaissent.
La naissance du hip-hop en tant que mouvement organisé remonterait à 1986 environ, avec la première rencontre de plusieurs crews de breakdance sur le Paseo Bombero Ossa, au centre-ville de Santiago,. En mai 1997, le groupe Tiro de Gracia sort son premier album intitulé Ser hümano!!! sous le label EMI. Cette reconnaissance internationale pousse les labels à chercher une réponse artistique, en prenant conscience du phénomène que représentait le hip-hop chilien. C'est ainsi que d'autres groupes du même style, tels que Rezonancia, Makiza, Clan Enigma Oculto, Mamma Soul et De Kiruza, sortent de nouveaux albums à cette période.
Dans les années 1990, et après les points de rencontre emblématiques du hip-hop chilien comme Bombero Ossa et Paseo San Agustín, un point de rencontre est généré dans la commune de Maipú qui devient le berceau du new school dans le secteur ouest de Santiago « Monumento » dirigé par le MC Base du groupe Distorsión Lírica.